# Cressino
Cressino, o Crescino (Cresín in noneso), è una frazione del comune di Campodenno in provincia autonoma di Trento.

## Storia

### Etimologia
Il toponimo deriva dal cognome della famiglia Cressiner, originario probabilmente dal nome "Crescimbenus" (cresci in bene), molto popolare nel Basso Medioevo, una famiglia di maestri fabbri originaria della Val Trompia, nel bresciano, alla quale fu affidata la gestione di una fucina presso il torrente Lovernatico nella seconda metà del XV secolo.

### Ritrovamenti archeologici
Nel territorio di Cressino sono venute alla luce diverse sepolture d'età romana, a testimonianza della frequentazione della forra della Rocchetta in quei secoli. In prossimità della chiesetta dell'Addolorata sono state rinvenute infatti oltre 40 sepolture in cassa fittile e in cassa litica. I rinvenimenti funebri nelle frazioni di Ton (Masi di Vigo e Castelletto), sull'altra sponda del torrente Noce, oltre al rinvenimento di laterizi romani con la sigla del produttore "Arren(i)us Maurianus" nel comune di Ton e a Cressino, hanno portato a ipotizzare la presenza nella zona di due vie parallele oppure di due sponde di un guado.
Nel paese è stato rinvenuto inoltre un pendaglio fallico in bronzo d'epoca romana con anello di sospensione per portare l'amuleto al collo, dalla funzione apotropaica.
Inoltre a Cressino è stato trovato un puntale bilobato che, assieme ai rinvenimenti di altri militaria, oggetti destinati all'abbigliamento e all'equipaggiamento dei soldati, tardoantichi in Val di Non (Denno, Terres, Seio e Mechel) e a Mezzocorona ha permesso di ipotizzare la presenza di uno stanziamento militare tra la fine del III e l'inizio del IV secolo, probabilmente di origine danubiana, in particolare pannonica.

### Età moderna
Il paese ancora oggi abitato ebbe origine dalla fucina operante fino allo scorso secolo, costruita dai conti Khuen-Belasi nella seconda metà del Quattrocento, come testimonia una concessione del 1492 al bresciano Bartolomeo Cressiner. La fucina era situata nella zona in cui attualmente è presente un grande piazzale con un parco giochi. Nel corso del Settecento fu affidata al ferraio Bartolomeo Pezzi, i cui discendenti divennero proprietari nei secoli successivi della struttura e la mantennero in uso fino alla sua demolizione negli anni '60 del Novecento.

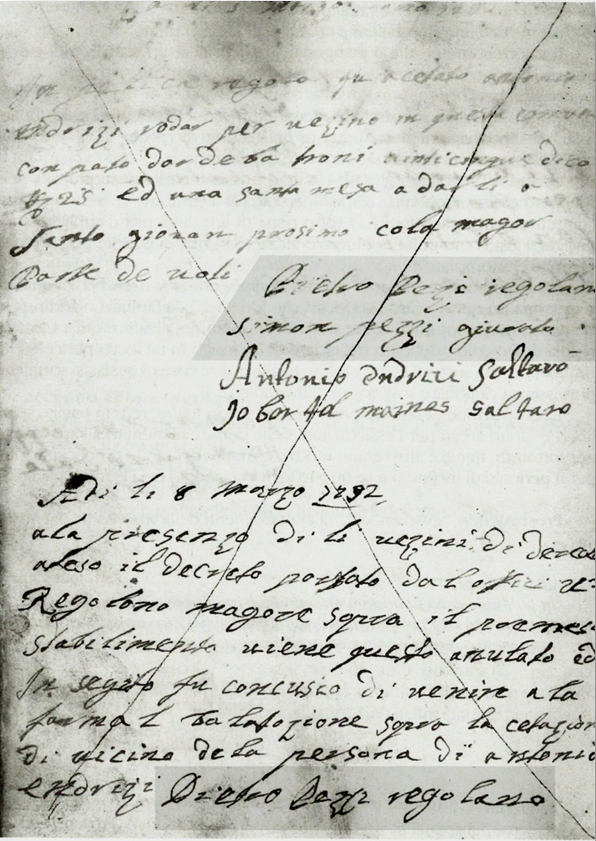
Carta di Regola di Dercolo, 1725

### Età contemporanea
A cavallo tra la fine dell'età moderna e gli inizi dell'età contemporanea si sviluppò un centro abitato a partire dai lavoratori della fucina e del vicino maso. Il paese fu incorporato nel comune di Dercolo, sorto nell'Ottocento dopo la soppressione delle regole medievali attuata dalle autorità napoleoniche.
Dopo la prima guerra mondiale, il comune di Dercolo divenne ufficialmente parte della neo-annessa Venezia Tridentina e rimase comune autonomo fino al 1928, quando con la riforma fascista degli enti locali venne aggregato al comune di Denno. A seguito di un referendum, nel 1951 nacque un nuovo comune a sé stante facente capo a Campodenno, come previsto dalla Legge Regionale n. 31 del 23 agosto 1952.

## Monumenti e luoghi d'interesse

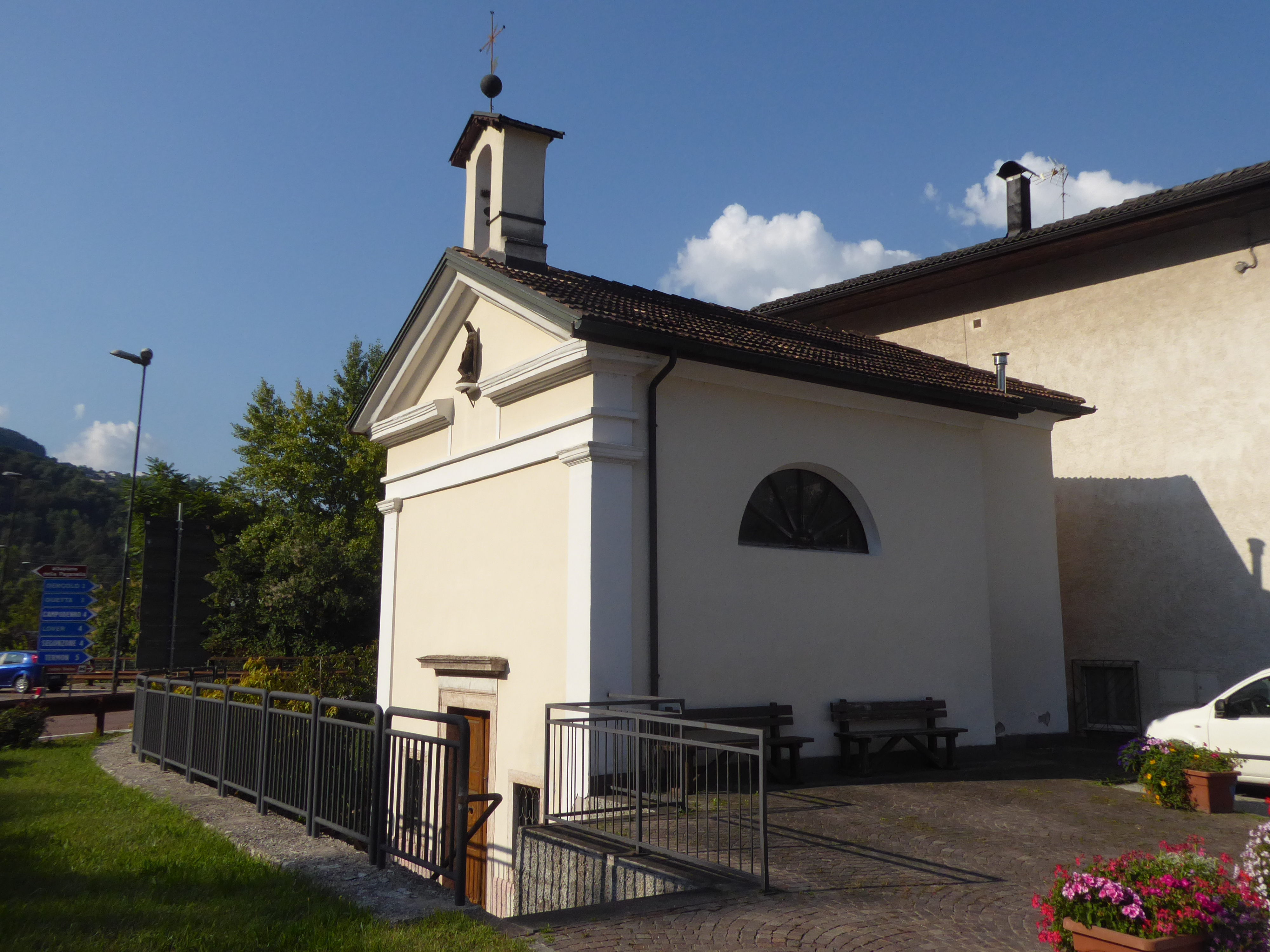
Cappella dell'Addolorata

### Architetture civili e religiose
- Maso Belasi: edificio risalente al 1421, presenta un affresco della fine del XV secolo raffigurante l'Ultima Cena.[13]
- Cappella dell'Addolorata: costruita nel 1842 per volere di Bartolomeo Pezzi, che ne sostenne le spese, nacque come chiesa sussidiaria della curazia di Dercolo, che negli anni '60 del Novecento ottenne dignità parrocchiale. Al suo interno è conservata una tela attribuita a Bartolomeo Rasmo raffigurante la Madonna addolorata.[14]

### Aree naturali
- Biotopo La Rocchetta: istituito nel 1992, si tratta di un'area naturale protetta presso il tratto terminale del Noce. Nei pressi della stazione ferroviaria del paese comincia il percorso didattico "Le Acque Ritrovate", un sentiero ad anello che permette di addentrarsi nel biotopo.[15]